# Байи, Луи
Луи Байи (фр. Louis Bailly; 13 июня 1882, Валансьен — 21 ноября 1974, Коуэнсвилл, Квебек ) — французско-американский альтист и музыкальный педагог.
Окончил Парижскую консерваторию (1899), ученик Теофиля Лафоржа. Играл в Оркестре Колонна и в парижских оперных театрах. В 1903 г. вошёл в первый состав струнного квартета Люсьена Капе, с 1911 г. играл в квартете Альбера Желозо, участвовал также в других камерных ансамблях.
В 1917 г. заменил ушедшего на армейскую службу Уго Ара в составе Квартета Флонзале. После возвращения Ара в 1919 г. по предложению Элизабет Спрэг Кулидж перешёл в Беркширский струнный квартет. В этот период Байи успел дать две премьеры Сюиты для альта Эрнеста Блоха: сперва в редакции для альта и фортепиано, с Гарольдом Бауэром, а затем для альта с оркестром (во время работы в составе Квартета Флонзале его участники не имели права выступать как солисты). Однако здоровье не позволило Ара продолжать выступления, и Байи вернулся на его место. К 1924 году, однако, отношения Байи с остальными участниками квартета испортились; узнав, что по окончании сезона его участие в ансамбле не будет продлено, Байи подал в суд заявление с требованием признать квартет коммерческим партнёрством и провести его ликвидацию согласно формальной процедуре, с последующим запретом использования прежнего названия. На протяжении более чем года суды разных инстанций отказывали в удовлетворении иска Байи, а он подавал всё новые апелляции, однако в конце концов вынужден был отступиться.
В 1925—1941 гг. Байи руководил классом альта в Кёртисовском институте музыки (среди его учеников, в частности, Макс Аронофф) . В 1943—1957 гг. преподавал в Квебекской консерватории. С 1950 г. гражданин Канады.